# Три медведя

Маша (пока ещё «одна девочка») убегает от трёх медведей.
Иллюстрация Юрия Васнецова к изданию сказки Льва Толстого 1935 года.

«Три медведя» (также «Златовласка и три медведя» в английском варианте и «Маша и три медведя» в русском) — популярная английская детская сказка, переведённая на многие языки мира. На русском языке широкое распространение получила в пересказе Льва Толстого. В наиболее распространённой английской версии девочку зовут Златовласка (англ. Goldilocks, дословно «Златокудрая»). У Толстого героиня изначально не имела имени и называлась просто «одна девочка». Позднее в русском варианте сказки за девочкой закрепилось имя Маша (уменьшительное от Мария) из-за контаминации с героиней популярной русской сказки «Маша и медведь».

## История создания

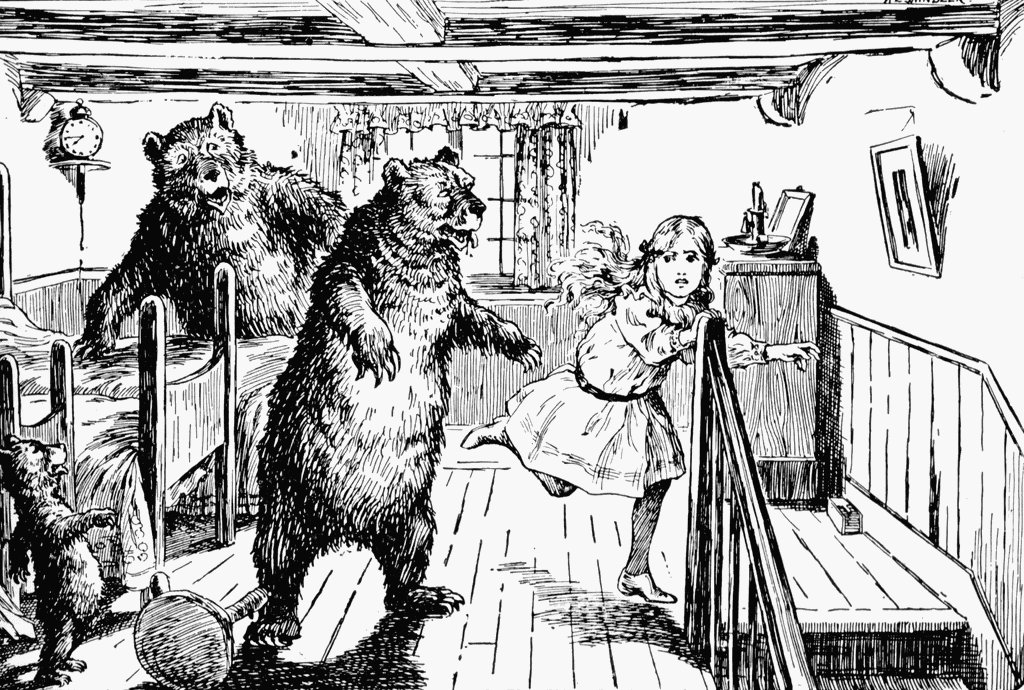
Златовласка убегает от трёх медведей.
Американское издание 1912 года.

Современными фольклористами корни английской версии сказки прослеживаются к аналогичной по сюжету шотландской сказке о трёх медведях и хитром лисе. Забравшись в дом медведей и напроказничав там, лис заснул в кроватке самого маленького медведя, был там застигнут вернувшимися хозяевами и вынужден был спасаться бегством. В сказке его зовут просто «хитрый лис». В «возвращённой к истокам» Джоном Баттеном (англ. John D. Batten) версии сказки 1894 года лис назван Царапкой (англ. Scrapefoot).
В литературную традицию сказка была введена в 1837 году Робертом Саути как «Сказка про трёх медведей» (англ. The Story of the Three Bears). В его версии протагонистом выступает не лиса, а «маленькая старушка» (a little old Woman) с хулиганистым характером. Существует предположение, что Саути слышал эту историю в детстве от своего дяди Уильяма Таллера и ребёнком понял слово vixen не в его основном значении («лиса»), а в переносном («крайне сварливая женщина»). Это, впрочем, не объясняет, почему он сделал её старушкой.
В сказке Саути три антропоморфных медведя-мужчины, «маленький, средний и огромный медведь», живут вместе в доме в лесу. Саути описывает их добродушными, доверчивыми, безвредными, аккуратными и гостеприимными. Каждый из них имеет свою собственную миску с кашей, стул и кровать. Они пошли погулять в лес, пока каша остывала. Женщина была выгнана из своего семейства, так как являлась позором для них. Она описана в различных местах истории как наглая, плохая, сквернословящая, некрасивая, грязная бродяжка, заслуживающая пребывания в исправительном учреждении. Женщина в лесу натыкается на дом медведей, смотрит через окно, заглядывает через замочную скважину, поднимает защелку и, убедившись, что никого нет дома, входит.
Ещё в 1813 году (до опубликования в 1837 году) Саути рассказывал свою версию сказки друзьям и знакомым. В 1831 году Элеанора Мюр (англ. Eleanor Mure) переложила услышанную сказку в стихотворную форму и подарила её в рукописном альбоме своему племяннику Горацию Броку на день рождения. Варианты Саути и Мюр отличаются в деталях. Медведи Саути едят овсяную кашу, а у Мюр — пьют молоко. Старуха Саути не имеет повода для проникновения в дом, а у Мюр старуха была задета, когда ей отказали в визите вежливости. Вариант Элеанор Мюр получился и остался самым кровожадным в истории сюжета. Во всех прочих версиях лиса, старушка или девочка спасаются бегством через окно и об их дальнейшей судьбе ничего не говорится. У Мюр же старушка выпрыгивает в окно многоэтажного дома в Риме и накалывается на шпиль собора Святого Павла.
Фольклористы Айона и Питер Опи (Iona and Peter Opie) в своей книге «The Classic Fairy Tales» 1999 года указывают, что сказка о трёх медведях является частичным аналогом «Белоснежки»: потерянная принцесса входит в дом гномов, пробует их пищу и засыпает в одной из кроватей. В манере, подобной трём медведям, гномы плачут: «Кто-то сидел в моем кресле!», «Кто-то ел из моей тарелки!» и «Кто-то спал в моей постели!». Они также указывают на сходство с норвежской сказкой о принцессе, которая находит убежище в пещере, населенной тремя русскими князьями, одетыми в медвежьи шкуры. Она ест их пищу и прячется под кроватью.
Важный шаг в приведении сказки к современному виду был сделан английским писателем Джозефом Кандэллом. В 1850 была опубликована его «Сокровищница занятных книг для маленьких детей» (англ. Treasury of Pleasure Books for Young Children). В его версии «Трёх медведей» героем становится маленькая девочка, а какой-либо мотив хулиганства убран: девочка старается поесть и поспать, просто потому что заблудилась в лесу, устала и проголодалась. Правда, девочку пока зовут не Златовласка, а Сереброволосая (Silver-Hair). В предисловии Кандэлл так пояснил свой выбор:
| «Сказка про трёх медведей» — очень старая сказка, но никем она не была столь хорошо рассказана, как великим поэтом Саути, чьей версией (с его разрешения) я делюсь с вами. Только у меня в дом вторгается маленькая девочка, а не старуха. Я сделал так, потому что нахожу версию с Сереброволосой более известной, — и потому что уже есть столько других историй про старух. Оригинальный текст (англ.) The "Story of the Three Bears" is a very old Nursery Tale, but it was never so well told as by the great poet Southey, whose version I have (with permission) given you, only I have made the intruder a little girl instead of an old woman. This I did because I found that the tale is better known with Silver-Hair, and because there are so many other stories of old women. |

После появления в новом виде героиня часто меняла имена в зависимости от изданий. Сначала цвет её волос был серебристый: Silver-Hair (1850), Silver-Locks (1858), Silverhair (1867). С издания 1868 года цвет волос поменялся и девочка стала Златовлаской (Golden Hair) в окончательно утвердившемся с издания 1904 года варианте Goldilocks (дословно Златокудрая, или же, сохраняя диминутив из оригинала, Золотые Кудряшки).
В России сказка появилась и быстро стала популярной в пересказе и обработке Льва Толстого (первое издание — «Новая азбука» 1875 года, сказка «Три медведя»). У него девочку зовут просто «одна девочка», впрочем, и в английских версиях в конце XIX века окончательное имя ещё не устоялось. Зато имена получают все три медведя: отца зовут Михаил Иванович, его жену — Настасья Петровна, а их маленького сына — Мишутка.

## Сюжет
Маленькая девочка, заблудившись в лесу, находит пустое жилище и заходит туда. Она обнаруживает по три предмета разного размера — тарелки, стулья, кровати — и пытается ими воспользоваться, при этом два предмета из каждого набора для неё оказываются по тем или иным причинам неприемлемыми, а третий — «в самый раз». После того как она засыпает, в жилище возвращаются хозяева — медведь, медведица и медвежонок, которые возмущены тем, что кто-то трогал их вещи, и разбуженная девочка спасается бегством через окно.

## Интересные факты
- По аналогии с сюжетом сказки у англоязычных астрономов возник термин «Зона Златовласки» (Goldilocks Zone) — зона вокруг звезды, где возможно существование жизни, то есть не слишком близко к светилу и горячо, но и не слишком далеко от него и холодно. Также схожий с ним по смыслу, встречается термин «Звёзды Златовласки» для обозначения звёзд K-класса.
- Пародийное и осовремененное изложение сюжета сказки содержится в стихотворном сборнике 1982 года «Revolting Rhymes» Роальда Даля.
- Американская детская писательница Джен Бретт[англ.] (англ. Jan Brett) в 2007 году опубликовала сказку «Три снежных медведя» (The Three Snow Bears), основанную на сюжете сказки о Златовласке. Главной героиней является эскимосская девочка Алу-Ки (англ. Aloo-ki), действие сказки происходит на севере, а медведи — белые[10].

## Экранизации
- «Плюшевые медвежата» (англ. The 'Teddy' Bears) — американский фильм 1907 года режиссёра Эдвина Портера по мотивам английской сказки «Златовласка и три медведя».
- «Три медведя» — советский мультфильм 1937 года по сказке в пересказе Льва Толстого.
- «Три медведя» — советский мультфильм 1958 года, также по сказке Льва Толстого. Главную героиню зовут, как ни странно, Варварушкой.
- В 1962 и 1971 годах в СССР выпускались диафильмы по этой сказке (также по версии Льва Толстого).
- В 1983 году в передаче «Будильник» была показана музыкальная интерпретация сказки «Три медведя» с участием Сергея и Насти Прохановых, танцевальной группы Большого детского хора, дрессировщиков Ибрагимовых и трёх цирковых медведей. Музыку к саундтрекам написал Григорий Гладков, тексты — Леонид Яхнин.
- «Три медведя» — советский мультфильм-опера.
- В медиафраншизе для детей Ever After High одной из постоянных героинь является дочь уже повзрослевшей Златовласки, её зовут Блонди Локс (англ. Blondie Lockes). В её имени обыгрывается полная омонимия lock и как «завиток волос», и как «замо́к». Поэтому её имя можно перевести как «Белокурые Кудри», а её главный талант — умение открывать любые замки.
- В сериале «Гримм» сюжет серии «Медведи остаются медведями» второго эпизода первого сезона основан на сказке «Три медведя».
- Мультсериал-кроссовер «Голди и Мишка».
- В мультфильме «Кот в сапогах 2: Последнее желание» Златовласка и три медведя появляются в роли банды преступников, желающих заполучить мифическое Последнее желание.